# Дынов, Петр
Петр Константинов Дынов (духовное имя Беинса Дуно, 1864—1944) − философ, основатель религиозно-философской доктрины.

## Биография

### Происхождение
Петр Дынов родился (29 июня [11 июля] 1864 года в Николаевке, Варненской области в Болгарии (в то время в Османской империи). Его отец Константин Дыновски был учителем и первым болгарским православным священником в Варне, а дедом по материнской линии был Атанас Георгиев, болгарский возрожденец, поборник церковной независимости.

### Образование
Дынов посещал среднюю школу в Варне, а потом методистскую Американскую научно-теологическую школу в Свиштове, которую окончил в 1887 году. Один год проработал учителем начальных классов. В августе 1888 года Петр Дынов переехал в США, где обучался в семинарии Дрю, затем окончил Богословский факультет Бостонского университета (1893) и два года учился на медицинском факультете Бостонского университета.  За годы, проведенные в Америке, он познакомился с самыми современными философскими и теологическими течениями в США и в мире, поскольку в то время Штаты были мировым центром различных философских течений (особенно протестантизма, современного спиритуализма и теософского движение). Ознакомился также с наиболее замечательными научными достижениями в области физики, математики, астрономии, космологии и биологии.

### Возвращение в Болгарию. Первые годы
В 1895 году вернулся в Болгарию. 5 ноября в самом большом по тем временам зале Варны прочитал лекцию о науке и просвещении (первая упомянутая в болгарской прессе). Написал книгу «Наука и образование — основы человеческой жизни», изданную в 1896 году. Участвовал в общественной и политической жизни. 7 марта 1897 года в Варне Петр Дынов пережил мистический опыт — сошествие на него Божественного Духа, что стало ключевым моментом в его жизни. Считается, что тогда «он принимает на себя «долг» духовного Учителя, воплотившегося в этом его теле». Сочетая этот духовный долг с гражданской позицией, Дынов до конца жизни работал среди болгарского народа «за принятие им Божественной Любви, Мудрости и Истины, как высшего идеала для человека».
В 1897 году Петр Дынов со своими сторонниками основал в Варне «Общество поднятия религиозного духа болгарского народа». В 1898 году он записал и произнес речь «Призыв к моему народу – болгарским сыновьям славянского рода», которая представляет собой призыв к социальному и духовному самоутверждению. В следующем году написал «Десять Свидетельства Бога» и «Божье обещание». В 1900 году опубликовал брошюру с мистическим текстом под названием «Хио-эли-мели-Месаил». В июле 1900 года в Варне состоялось первое из ежегодных собраний Белого Братства. Присутствовали трое его учеников: доктор Георгий Миркович, Пеню Киров и Тодор Стоименов. Он в центре духовного общества, которое постепенно стали называть «Цепью» – именем, олицетворяющим связи Бога со Святым Духом и Сыном Божьим. Позже он говорил о Всемирном Белом Братстве, которое в прошлом представляли богомилы в Болгарии, и открыл  Школу этого братства. Последователи Дынова стали называть его «Учителем».

### Создание учения и школы
С 1900 Дынов проводил ежегодные собрания своих последователей в разных местах — в Варне (1900 г., 1903 г., 1905—1909 г.), Бургасе (1901 г., 1902 г. и 1904 г.), в Тырнове (1910—1925 г.), в Софии (1926—1941 г.), в горах Рила и Витоша. Они становятся важными форумами, где он выступает с лекциями, дает конкретные духовные задачи и работу на предстоящий год..
С 1901 по 1912 год Петр Дынов путешествовал по Болгарии, выступал с лекциями и проводил френологические и психологические исследования болгар. С 1904 года подолгу проживал в Софии, в доме Петко Гумнерова на ул. Ополченской, 66 (дом-близнец того, где жил Георгий Димитров). Он начал выступать с публичными лекциями по воскресеньям. 9 марта 1914 года Петр Дынов объявил о начале новой Эры Водолея. С 16 марта начинается стенографирование его воскресных проповедей, позже опубликованных под названием «Сила и жизнь», в которых он изложил основные принципы своего учения.
8 февраля 1917 года он начал в Софии специальные лекции для замужних женщин, известные как цикл «Великая Мать» или «Четверговые беседы», которые продолжались до 30 июня 1932 года. В 1917—1918 годах, во время Первой мировой войны, правительство Василия Радославова интернировало его в Варне за ослабление морального духа солдат на фронте, а также из-за его мнения, что Болгарии не следует принимать участие в войне. Он жил в гостинице «Лондон» и вел переписку со своими учениками.  После окончания войны число его последователей быстро росло по всей стране и к 1936 году достигло около 40 000 человек, а также распространилось и за рубежом: Япония, Финляндия, США, Швейцария, Югославия, Испания, Чехословакия. и т. д..
24 февраля 1922 года он открыл в Софии эзотерическую школу, которую назвал Школой Всемирного Белого Братства. Он организовал школу на основе разделения своих последователей на круги (уровни, классы) отражающие уровни посвещенности — схема, традиционная для духовного/религиозного сообщества. Первый круг (внешний) общедоступный. В него входят воскресные проповеди (произносятся каждое воскресенье), утренние проповеди (начали с сентября 1930 г. также по воскресеньям, но рано утром), сборные проповеди (во время сборы). Второй круг (средний круг, промежуточный уровень) в период 1917—1932 гг. — это беседы, данные женщинам/духовным сестрам по четвергам, а с 1922 по 1944 г. — это также Общий оккультный класс, доступный более ограниченному кругу последователей, в основном взрослые, но и молодежь. Третий, наиболее специализированный круг — это так называемый Молодежный оккультный класс, в который входят только лично приглашенные Учителем свободные (не состоящие в браке) молодые люди (за небольшими исключениями, допущенными им лично). Сам Петр Дынов говорит о пути своих последователей как слушателей, оглашенные и ученики.
Петр Дынов умер 27 декабря 1944 года в возрасте 80 лет. Его тело было погребено в квартале Изгрев, София. В 1976 году Комитет по культуре, возглавляемый Людмилой Живковой, объявил это место мемориальным.  В 1998 году место было объявлено памятником культуры национального значения (недвижимой культурной ценностью) как «Историческое место и могила Петра Дынова (Учителя)».

## Учение
Созданную Петром Дыновым духовную систему он определяет как учение — он называет его Новым Учением и подчеркивает его отличие от религии: «Я не даю вам религию, но я даю вам учение о жизни». Он сторонник современной ему идеи соединения религии и науки. Учение раскрывается как божественное учение любви, указывающее человечеству новый путь, равнозначный учению Христа. Дынов предлагает «очищение» христианства от элементов непонимания, накопившихся за века.
Основной термин для этой духовной системы — школа (духовная школа). Она обучает практическим знаниям о духовном мире. В Учении Петра Дынова основным принципом является практическое применение всего изученного, то есть теория и практика неизменно связаны (деталь, более незаметно присутствующая в антропософии). Цель практическая — культурная и духовная трансформация.
Другим важным элементом является введение божественного небесного архетипа — так называемого Великого Всемирного Братства (также Всемирного Белого Братства), сообщества существ, завершивших свою эволюцию, учителей человечества. Они не образуют никакого общества или организации, видимой людям. Христос — глава Великого Всемирного Братства.

## Творчество

### Беседы (лекции)
Различные аспекты его учения представлены и развиты в более чем 7000 его беседах (лекциях), прочитанных в период 1904–1944 гг. Они записаны стенографистами и задокументированы в виде расшифрованных стенограмм (некоторые изменены редакцией, а другие нетронутыми). Не все из них опубликованы. Они изданы в нескольких многотомных сериях:  «Воскресные беседы» (серия «Сила и жизнь»), «Четвержные беседы» (серия «Великая мать»), «Лекции для общего оккультного класса», «Лекции для молодежного (специального) оккультного класса», воскресные утренние беседы и другие. Они содержат суть учения Дынова. Есть также серия песен и молитв, среди которых «Хорошая молитва 1900 года» считается самой особенной.

### Книги
Есть лишь несколько книги, написанных лично Петром Дыновым. В его первой книге «Наука и образование — начала человеческой жизни» (1896) можно увидеть направления его дальнейшей деятельности и основные принципы, которые он впоследствии подробно развил в своем преподавании: взаимосвязь религии и науки и необходимость их взаимодействия, необходимость модернизации и научного осмысления религиозного мировоззрения, развития способностей высшей природы (Божественного начала в человеке) через правильные научно-педагогические методы, идея Целостность Вселенной и человека как части единого коллективного организма.В 1900 году опубликовал брошюру «Хио-эли-мели-Месаил»; по стилю текст напоминает пророческие тексты из Ветхого Завета, а Дынов предстает посредником, через которого передается слово Божие. В 1912 году вышло еще одно произведение, написанное им лично: «Завещание цветных лучей света». Он составлен на основе стихов из Библии, сгруппированных по цветовой символике и предназначенных для чтения в разные дни недели.

### Музыкальное творчество
Петр Дынов учился музыке и игре на скрипке. В 1900-х годах он начал сочинять песни на основе библейских и собственных текстов, названные позже «братскими песнями», а с 1922 года давал песни и мелодии оккультным классам своей Школы, которые он называл оккультными музыкальными упражнениями. По его словам, они являются методом работы для эзотерического ученика и призваны тонизировать и гармонизировать его умственные процессы. Создал музыку Паневритмии.

### Паневритмия
Между 1927 и 1944 годами Петр Дынов разработал Паневритмия — система с глубокой философской основой, объединяющая музыку, движение, мысль и речь в гармоничное целое. Она направлена на улучшение и поддержание здоровья и стимулирование гармоничного развития личности, способностей человека, эмоций и отношения к жизни путем достижения гармонии с природой (вселенная)